# Attila Adrovicz
Attila Adrovicz, född den 8 april 1966 i Budapest, Ungern, är en ungersk kanotist.
Han tog OS-silver i K-4 1000 meter i samband med de olympiska kanottävlingarna 1996 i Atlanta.